# Tapian Nauli (Sipoholon)
Tapian Nauli is een bestuurslaag in het regentschap Tapanuli Utara van de provincie Noord-Sumatra, Indonesië. Tapian Nauli telt 702 inwoners (volkstelling 2010).